# Фахлавият
Фахлавият (перс. فهلویات‎, Fahlavīyāt), также пишется фахлави (فهلوی) — поэзия, составленная на местных северо-западных иранских диалектах и языках региона Фахла, который включал Исфахан, Рей, Хамадан, Нехавенд и Иранский Азербайджан, соответствующий древнему региону Мидия. Фахлавият — это арабизированная форма персидского слова «Пахлави», которое первоначально обозначало Парфию, но теперь стало означать «героический, старый, древний».
На фахлавият, который произошел от мидийских диалектов, оказал существенное влияние персидский язык, а также он имел лингвистическое сходство с парфянским языком. Древнейшее четверостишие фахлавият предположительно было написано на диалекте Нехавенда неким Абу Аббасом Нехавенди.
Помимо фахлави, для обозначения диалектной поэзии иногда использовались и другие термины. Например, rāžī/rāzī, которое первоначально использовалось для стихов, написанных на диалекте Рэя, позже было так обобщено. Другие термины — «шахри» («относящийся к городу») и «rāmandī» («относящийся к Раманду, региону Казвина»), но используемый для обозначения способа пения диалектной поэзии.
Хотя существуют лингвистические различия между фахлавиями разных регионов, их общие морфологические и лексические особенности привели к их распространению на обширной территории, простирающейся от запада до центра и севера Персии, их декламировали и пели повсюду, независимо от их происхождения.
Свидетельства указывают на то, что персидские суфии Багдада пели популярные лирические четверостишия во время своей сама церемонии в IX веке. Язык, на котором они пели, скорее всего, был не арабским, а местными иранским. Такие поэты, как Хумам Табрези и Абдулгадир Мараги писали на фахлавияте.

## Список авторов
Ниже приведены некоторые авторы, произведения которых признаны в общем жанре фахлавият:
- Аухади Марагаи
- Айн аль-Кузат Хамадани
- Баба Тахер Орьян
- Баба Фарадж Табризи
- Сефи ад-дин Ардабили
- Мама Эсмат Табрези
- Магреби Табрези
- Хумам Табрези
- Бондар Рази
- Сафинайе Табрези